# Аденауэр, Конрад
Ко́нрад Ге́рман Йо́зеф А́дена́уэр (нем. Konrad Hermann Joseph Adenauer МФА: [ˈkɔnʁaːt ˈʔaːdənaʊɐ]о файле; 5 января 1876[…], Кёльн, Пруссия, Германия — 19 апреля 1967[…], Рёндорф, Северный Рейн-Вестфалия) — немецкий государственный и политический деятель, первый федеральный канцлер Федеративной Республики Германия с 15 сентября 1949 по 16 октября 1963. Министр иностранных дел ФРГ (1951—1955), председатель ХДС (1946—1966), обер-бургомистр Кёльна (1917—1933). Инициатор экономического чуда в ФРГ.
Начав политическую карьеру во времена кайзеровской Германии и Веймарской республики, Аденауэр решительно отверг национал-социализм и после прихода к власти Адольфа Гитлера ушёл со всех постов. После поражения нацистской Германии во Второй мировой войне Аденауэр стал одним из основателей партии Христианско-Демократический Союз, которую возглавлял с 1950 по 1966 год.
В качестве президента Парламентского совета, первого федерального канцлера и министра иностранных дел ФРГ Аденауэр определил развитие своей страны во второй половине XX века. Аденауэр был сторонником социальной рыночной экономики, политической свободы и соблюдения прав человека, занимал твёрдую антикоммунистическую позицию. Он выступал за развитие связей Германии с Францией, Великобританией и США, был сторонником европейской интеграции и активного участия ФРГ в военном блоке НАТО.
Ушёл в отставку в 87 лет, являлся одним из самых пожилых глав правительств в Новейшей истории.

## Детство
Родился 5 января 1876 года в семье мелкого судебного служащего, был третьим ребёнком в семье. Отец, Иоганн-Конрад Аденауэр (1833—1906), был сыном пекаря, в возрасте 18 лет вступил добровольцем в прусскую армию и 15 лет прослужил солдатом. После тяжёлого ранения был уволен в запас и начал карьеру судейского клерка. Мать, Хелена Шарфенберг (1849—1919), была дочерью банковского служащего.

## Образование
В 1885 году поступил в гимназию Святых Апостолов в Кёльне. В 1894 году поступил в Боннский университет и за два с половиной года прошёл весь пятилетний курс обучения, получив звание «младший советник юстиции». У его отца не было денег, поэтому ему пришлось учиться и днём и ночью, чтобы освоить курс вдвое быстрее.

## Политическая биография
В 1906—1933 годах состоял в партии Центра. В 1917—1933 годах — обер-бургомистр Кёльна, в 1920—1932 годах — председатель прусского Государственного совета. Состоял членом наблюдательных советов акционерных компаний энергетической и угольной промышленности и Немецкого банка.
После прихода нацистов к власти в 1933 году ушёл со своих постов ввиду бескомпромиссного неприятия Гитлера и национал-социализма. 17 февраля 1933 года, когда рейхсканцлер Гитлер посетил Кёльн, Аденауэр демонстративно отправил встречать его в аэропорту своего заместителя, запретил вывешивать на улицах города нацистские флаги, а два уже вывешенных приказал снять. 4 апреля 1933 был вынужден покинуть пост мэра и стал безработным. Позже смог получить государственную пенсию. В 1934 году подвергся аресту гестапо как непримиримый противник режима. Альберт Шпеер писал, что Гитлер восхищался общественной и политической деятельностью Аденауэра, но не видел возможности привлечь того к участию в нацистской политике. В последующие годы жил под постоянной опасностью преследований, не участвуя в какой-либо общественной деятельности. В 1944 году был на полгода арестован вместе с женой, во время следствия после неуспешного покушения на Гитлера.
После окончания войны был восстановлен на посту мэра Кёльна, однако уже в декабре отстранён британскими оккупационными властями с этой должности.
В 1946—1949 годах возглавлял фракцию ХДС в ландтаге Северного Рейна-Вестфалии.
В 1948—1949 годах — президент Парламентского совета.
С сентября 1949 по октябрь 1963 года — федеральный канцлер Федеративной Республики Германии.
Был чрезвычайно популярен в народе, заслужив прозвище-обращение «Der Alte» («Старик» или «Хозяин»). Его политика основывалась на двух «китах» — социальной рыночной экономике и «новой Германии в новой Европе».
В 1951—1955 годы также министр иностранных дел.

### Председатель ХДС
Был в числе основателей и первым председателем Христианско-демократического союза (ХДС) в 1950—1966 годах.
В его программных целях важное место занимали христианская этика как основа общественного устройства, отказ государства от господства над индивидом, предоставление шанса для проявления инициативы каждому в любой области жизни. Он считал, что в сосредоточении политической и экономической власти в руках государства (за что ратовали социалисты) заключена опасность для индивидуальной свободы; бо́льшие возможности для сохранения свобод личности предоставляет разведение сфер экономики и государства, при котором государству отводится ограниченная, чисто контролирующая функция. По замыслу Аденауэра, его партия, Христианско-демократический союз, должна была стать народной партией: иметь представительство во всех слоях общества, объединить протестантов и католиков, поскольку везде есть люди, тянущиеся к ценностям идейного консерватизма. Как орудие своей политики создал политический блок партий ХДС/ХСС. Клерикальные по названию и декларациям, эти партии фактически стали лоббировать прежде всего промышленников, которые обеспечили неуклонное и успешное экономическое развитие Германии.

### Внешняя политика при Аденауэре
Аденауэр направил усилия прежде всего на урегулирование международного положения страны, несущей бремя исторической вины, на смягчение ограничений, введённых союзниками в отношении Германии, за что в 1949 году едва не подвергся насильственному смещению с поста. Одной из его основных задач было смягчить условия оккупации Германии и вернуть стране самостоятельность в принятии решений. Добиться этой цели можно было, играя на противоречиях двух сверхдержав — США и СССР. Грамотное использование сложившейся обстановки способствовало объединению оккупационных зон США, Великобритании и Франции в единое политическое образование — Федеративную Республику Германии (ФРГ).
Осенью 1950 года Гротеволь, председатель совмина ГДР, писал Аденауэру: «Наша с вами ответственность перед немецким народом в том, чтобы раскол отечества не сказался на простых людях». Аденауэр поначалу формулировал предварительные условия диалога с ГДР, но вскоре прекратил какие-либо контакты.
Канцлер говорил:
Мы сегодня знаем, что теперь нужен иной взгляд, нежели тот, который установит новые границы в Европе, изменит их или передвинет. Мы должны границы ликвидировать, чтобы в Европе возникли хозяйственные регионы, которые могли бы стать основанием европейского единства народов.
Во многом способствовал осознанию немецким народом чувства вины за совершённые нацистами преступления, решал проблему сбалансированного политического положения Германии между Востоком и Западом, нерешённость которой ввергла Германию в пучину двух мировых войн. Он способствовал и укреплению связей с бывшим врагом — Францией, что должно было послужить гарантией стабильного развития Европы, а также — движению за европейскую интеграцию. Кроме того, Аденауэр подписал Парижские соглашения 1954 года, снявшие послевоенные сложности в европейском равновесии. Германия должна была стать федеративной, а в будущем — составить часть объединённой Европы. В 1955 году Западная Германия вошла как равноправный член в Североатлантический союз (НАТО).
Его бескомпромиссно негативное отношение к СССР строилось на убеждении, что политика с позиции силы и бдительность необходимы, когда речь идёт о явно антихристианском государстве.
В сентябре 1955 года СССР признал ФРГ, а Аденауэр в Москве договаривался об установлении дипломатических отношений и об освобождении 10 тысяч немецких военнопленных (хотя Хрущёв сказал ему в первом разговоре, что в СССР нет больше ни одного военнопленного). А. И. Солженицын упоминает об этом событии в своём романе «Архипелаг ГУЛаг», называя его «Аденауэрской амнистией». Ранее Сталин предлагал Аденауэру через Красный крест договориться о судьбе военных, находящихся в тюрьмах СССР, после чего Красный крест обращался к канцлеру ФРГ за инструкциями. Резолюция Аденауэра: «Это вопрос не гуманитарный, а политический — чем дольше они сидят, тем лучше для нас».
Суд в 1957 году запретил коммунистическую партию в ФРГ. Аденауэр испытывал глубокую личную симпатию к её вождю Максу Рейману. Раскол на ФРГ и ГДР он считал даже выгодным для того, чтобы показать всем немцам преимущества своего пути.

### Экономика при Аденауэре
Основы теории социального рыночного хозяйства были изложены Аденауэром и его единомышленниками в Дюссельдорфских тезисах ХДС в 1949 году. Основной тезис он сформулировал так: «Капиталистическая система экономики не соответствует жизненным политическим и социальным интересам немецкого народа. Новая структура немецкой экономики должна основываться на учёте того факта, что время безграничного господства капитализма ушло». Речь шла об увеличении доли рабочих и других лиц наёмного труда в «общем пироге», «депролетаризации» трудящихся путём «образования имущества» в руках наёмных работников, а также о достойном уровне жизни для безработных и нетрудоспособных. В частности, шагом к этому стало «социальное» жилищное строительство — относительно дешёвые дома и квартиры для рабочих за счёт бюджета. Следующим — «динамичная» пенсия, которая не только зависела от пенсионного вклада, а возрастала пропорционально увеличению ВВП, социальное страхование по болезни и помощь на детей. Аденауэр поощрял сбережения, предоставляя налоговые льготы вкладчикам сберкасс, повышая процентные ставки по вкладам и выплачивая специальные государственные премии на сбережения. Производилось «рассеяние» акционерного капитала — путём выпуска «народных акций», продаваемых лицам наёмного труда по льготному курсу. Для этого были частично приватизированы государственные концерны «Пройссаг», «Фольксваген» и ФЕА. Также поощрялось вложение рабочими части заработной платы в инвестиционные фонды предприятий, на которых они работали.
Достижения Аденауэра в промышленном восстановлении послевоенной Германии на американские деньги по плану Маршалла получили название «немецкое экономическое чудо». В момент, когда экономика Германии была разрушена, он начал радикальные реформы, привлекая в правительство экономиста, почётного профессора Мюнхенского университета Людвига Эрхарда, который впоследствии сменил его на посту федерального канцлера.
К 1953 году индекс валового национального продукта превысил на 48 % уровень 1948 года, безработица снизилась до уровня 6 % трудоспособного населения. На 20 % выросло производство сельскохозяйственной продукции. Реальная заработная плата выросла на 80 %. Была удовлетворительно решена проблема 12 миллионов беженцев из Восточной Пруссии, Силезии и Судетов.
Реальные достижения экономики позволили заявить в 1953 г. о восстановлении довоенного уровня благосостояния. Этого удалось достичь в основном благодаря введению свободных рыночных отношений и того, что получило название «стального душа свободных цен».
Весной 1957 года был принят разработанный правительством закон о пенсиях. СДПГ и Объединение немецких профсоюзов предлагали ввести накопительную систему, согласно которой работники в старости получали бы то, что они отчисляли из своего трудового дохода. ХДС выступил за привязку уровня пенсий к существующему уровню национального дохода, благодаря росту которого пенсионеры получали по этой схеме солидную прибавку. Пенсии с 1 января 1957 года были пересчитаны по новому закону. На выборах в бундестаг 15 сентября 1957 блок ХДС/ХСС получил абсолютное большинство голосов и депутатских мандатов. Это единственный случай в истории ФРГ получения абсолютного большинства на выборах в бундестаг. Пост вице-канцлера, ранее предоставлявшийся СвДП — младшему партнёру по коалиции, занял Эрхард. Ф. Шеффер, выражавший опасения, что новое пенсионное законодательство в будущем приведёт к государственному банкротству, был перемещён с поста министра финансов на должность министра юстиции. Хотя христианские демократы могли включить в правительство только своих представителей, Аденауэр предоставил 2 министерских портфеля членам Немецкой партии, популярной в Нижней Саксонии. В 1960 году 9 из 17 депутатов бундестага от Немецкой партии (включая обоих министров) вошли в XДС.

### Репарации за Холокост
Аденауэр содействовал созданию благоприятного климата для евреев в Германии. Во время встреч с генеральным директором министерства финансов Израиля Давидом Горовицем и председателем Всемирного еврейского конгресса Нахумом Гольдманом он согласился выплатить репарации за преступления Холокоста. Речь шла о 1,5 миллиарда долларов, что составляло больше половины всех субсидий, которые Западная Германия получила по «плану Маршалла». Тем самым Аденауэр искренне старался вернуть доброе имя Германии. В 1967 году в последний путь провожал Аденауэра и основатель государства Израиль Давид Бен-Гурион.

### Аденауэр и армия
Аденауэр считал, что внешнюю безопасность ФРГ можно обеспечить только присутствием войск союзников. Но уже в 1956 году он добился создания новых германских вооружённых сил — бундесвера. В новой немецкой армии формально запрещалось служить бывшим кадровым военным, если они состояли в нацистской партии. На деле этот запрет часто нарушался. Выступая в бундестаге 3 декабря 1952 года, Аденауэр сделал достаточно знаковое заявление:
Я бы хотел от имени федерального правительства заявить, что мы признаём всех носителей оружия нашего народа, достойно боровшихся под знаком солдатских традиций на земле, на воздухе и на воде. Мы убеждены, что хорошая репутация и большие достижения нашего солдата живут в нашем народе и сохранятся впредь, несмотря на все оскорбления прошлых лет. Нашей общей задачей должно стать — и я уверен, что мы решим её — соединение моральных ценностей нашего солдата с демократией.

### Аденауэр и нацисты
Официально нацисты, уличенные в преступлениях, к государственной деятельности не допускались. Однако те из них, за которыми преступления не числились, привлекались на государственную службу. Аденауэра обвиняли в том, что нацисты входили в его правительство; самыми одиозными из них были статс-секретарь канцелярии Ганс Глобке (не член НСДАП, но в 1936 году комментатор расовых законов (Нюрнбергские законы), лишавших евреев гражданства и других прав) и министр по делам беженцев, переселенцев и пострадавших от войны Теодор Оберлендер, политический руководитель батальона украинских националистов «Нахтигаль». Вскоре после разрешения открыть в ФРГ МИД в 1951 году, оказалось, что 2/3 его сотрудников — бывшие нацисты. На реакцию социал-демократов по этому поводу Аденауэр ответил, что пора прекратить «вынюхивание нацистов», после чего в мае того же года был принят закон, восстанавливающий имущественные права членов НСДАП, включая пенсию. Работодатели по этому закону были обязаны тратить 20 % от их средств для трудоустройства нацистов.

## Последние годы
Он добровольно оставил пост канцлера в 1963 году ввиду преклонного возраста, находясь в зените славы политического и экономического архитектора страны.
Заняв свой пост в 73 года, он пробыл на нём 14 лет. Умер Аденауэр 19 апреля 1967 на своей вилле в Рёндорфе в возрасте 91 года.
Считался волевым и энергичным политиком авторитарного стиля, жёстким скептиком и прагматиком.

## Семья
В 1904 году женился на Эмме Вейер (1880—1916). У них родилось трое детей:
- Конрад Аденауэр (21 сентября 1906 — 22 января 1993), юрист и менеджер. Был дважды женат: первый раз на Кароле Гунольд (1922—1983), а после её смерти на Ирме Динельт (род. 1939). Имел шестерых детей от первого брака. Его старший сын Конрад (род. 1945), известный общественный деятель. Другой его сын Пауль (род. 1953), был депутатом Федерального собрания. Ещё один сын Патрик (род. 1960), немецкий предприниматель.
- Макс Аденауэр (21 сентября 1910 — 6 января 2004), немецкий политик. В 1941 году женился на Гизеле Клэйн (1919—1992). У них родилось четыре дочери.
- Мария Аденауэр (7 октября 1912 — 14 января 1998), 2 сентября 1937 года вышла замуж за Вальтера Райнерса (1908—1980). У них родилось четверо детей.

В 1916 году, первая жена Конрада умерла. Уже через три года, он женился на Августе Цинсер (1895—1948). У них родилось пятеро детей:
- Фердинанд Аденауэр (4 июня 1920 — 8 июня 1920), умер через четыре дня после рождения.
- Пауль Аденауэр (18 января 1923 — 5 августа 2007), католический священник.
- Шарлотта Аденауэр (30 апреля 1925 — 21 июня 2018), 11 мая 1954 года вышла замуж за Герберта Мультхаупта (1924—2002). У них родилось двое детей.
- Елизавета Аденауэр (17 мая 1928 — 3 февраля 2019), 2 мая 1950 года вышла замуж за Германа Верхана (1923—2016). У них родилось пятеро детей.
- Георг Аденауэр (25 августа 1931 — 23 февраля 2020), 18 июня 1957 года женился на Уле Джонсон (1933—2014). У них родилось трое детей.[17] Старший сын Свен-Георг Аденауэр (род. 1959), немецкий региональный политик.

## Взгляды
Аденауэр был практикующим католиком. Считалось, что религиозная этика, как часть его собственных взглядов, влияла на политику Конрада. Также политик, как председатель партии ХДС, смог объединить католиков и протестантов, а политическая сила была с общими христианскими ценностями, за что некоторое время ХДС пользовался абсолютной поддержкой.
«Если Христос не жив сегодня, тогда у мира нет вообще никакой надежды. Только факт воскресения даёт надежду на будущее», — Аденауэр. 

## Мемуары
- Adenauer, Konrad. Memoirs, (4 vols. English edition 1966-70)
- Аденауэр К. Воспоминания. — В 2-х т. — М., 1966—1968.

## Награды
Награды Германии
| Страна   | Дата           | Награда                                                                                                 | Награда                                                                                                 | Литеры |
| -------- | -------------- | --- | --- | ------ |
| Германия | 1914           | Кавалер Железного креста 2 класса                                                                       | Кавалер Железного креста 2 класса                                                                       |        |
| Германия | 1918           | Кавалер ордена Красного орла 4 класса                                                                   | Кавалер ордена Красного орла 4 класса                                                                   |        |
| Германия | 31 января 1954 | Кавалер Большого креста специального класса ордена «За заслуги перед Федеративной Республикой Германия» | Кавалер Большого креста специального класса ордена «За заслуги перед Федеративной Республикой Германия» |        |
| Бавария  | 3 мая 1958     | Кавалер Баварского ордена «За заслуги»                                                                  | Кавалер Баварского ордена «За заслуги»                                                                  |        |

Почётный гражданин Кёльна (1951).
Награды иностранных государств
| Страна                   | Дата вручения   | Награда                                                                                              | Награда                                                                                              | Литеры |
| ------------------------ | --------------- | --- | --- | ------ |
| Аргентина                |                 | Кавалер Большого креста ордена Освободителя Сан-Мартина                                              | Кавалер Большого креста ордена Освободителя Сан-Мартина                                              |        |
| Афганистан               |                 | Кавалер ордена Солнца 1 класса                                                                       | Кавалер ордена Солнца 1 класса                                                                       |        |
| Венесуэла                |                 | Гранд-офицер ордена Освободителя                                                                     | Гранд-офицер ордена Освободителя                                                                     |        |
| Гаити                    |                 | Кавалер Большого креста ордена Почёта и Заслуг                                                       | Кавалер Большого креста ордена Почёта и Заслуг                                                       |        |
| Доминиканская Республика |                 | Кавалер Большого креста ордена За заслуги Санчеса, Дуарте и Меллы                                    | Кавалер Большого креста ордена За заслуги Санчеса, Дуарте и Меллы                                    |        |
| Иран                     |                 | Кавалер Большой ленты ордена Короны                                                                  | Кавалер Большой ленты ордена Короны                                                                  |        |
| Испания                  |                 | Кавалер Большого креста ордена Гражданских заслуг                                                    | Кавалер Большого креста ордена Гражданских заслуг                                                    |        |
| Куба                     |                 | Гранд-офицер ордена «Карлос Мануэль де Сеспедес»                                                     | Гранд-офицер ордена «Карлос Мануэль де Сеспедес»                                                     |        |
| Мадагаскар               |                 | Кавалер Большого креста 1 класса Национального ордена Мадагаскара                                    | Кавалер Большого креста 1 класса Национального ордена Мадагаскара                                    |        |
| Никарагуа                |                 | Кавалер Большого креста с Серебряной звездой ордена Рубена Дарио                                     | Кавалер Большого креста с Серебряной звездой ордена Рубена Дарио                                     |        |
| Пакистан                 |                 | Кавалер ордена Совершенства 1 класса                                                                 | Кавалер ордена Совершенства 1 класса                                                                 | NI     |
| Сальвадор                |                 | Кавалер Большого креста с Серебряной звездой Национального ордена Хосе Матиаса Дельгадо              | Кавалер Большого креста с Серебряной звездой Национального ордена Хосе Матиаса Дельгадо              |        |
| Сенегал                  |                 | Кавалер Большого креста ордена Льва                                                                  | Кавалер Большого креста ордена Льва                                                                  |        |
| Таиланд                  |                 | Рыцарь Большой ленты ордена Белого слона                                                             | Рыцарь Большой ленты ордена Белого слона                                                             | ม.ป.ช. |
| Таиланд                  |                 | Рыцарь Большой ленты ордена Короны Таиланда                                                          | Рыцарь Большой ленты ордена Короны Таиланда                                                          | ม.ว.ม. |
| Чили                     |                 | Кавалер Большого креста ордена Заслуг                                                                | Кавалер Большого креста ордена Заслуг                                                                |        |
| Эквадор                  |                 | Кавалер Большого креста Национального ордена Заслуг                                                  | Кавалер Большого креста Национального ордена Заслуг                                                  |        |
| Эфиопия                  |                 | Кавалер Большого креста ордена Святой Троицы                                                         | Кавалер Большого креста ордена Святой Троицы                                                         | GCHT   |
| Австрия                  | 1927            | Кавалер Большого креста с Золотой звездой почётного знака «За заслуги перед Австрийской Республикой» | Кавалер Большого креста с Золотой звездой почётного знака «За заслуги перед Австрийской Республикой» |        |
| Аргентина                | 1953            | Кавалер Большого креста ордена Мая                                                                   | Кавалер Большого креста ордена Мая                                                                   |        |
| Колумбия                 | 1953            | Кавалер Большого креста ордена Бояки                                                                 | Кавалер Большого креста ордена Бояки                                                                 |        |
| Перу                     | 1953            | Кавалер Большого креста ордена Солнца Перу                                                           | Кавалер Большого креста ордена Солнца Перу                                                           |        |
| Бразилия                 | июль 1953       | Кавалер Большого креста ордена Южного Креста                                                         | Кавалер Большого креста ордена Южного Креста                                                         |        |
| Италия                   | 31 декабря 1953 | Кавалер Большого креста ордена «За заслуги перед Итальянской Республикой»                            | Кавалер Большого креста ордена «За заслуги перед Итальянской Республикой»                            |        |
| Греция                   | 1954            | Кавалер Большого креста Королевского ордена Георга I                                                 | Кавалер Большого креста Королевского ордена Георга I                                                 |        |
| Боливия                  | 1955            | Кавалер Большого креста ордена Кондора Анд                                                           | Кавалер Большого креста ордена Кондора Анд                                                           |        |
| Исландия                 | 1955            | Кавалер Большого креста ордена Исландского сокола                                                    | Кавалер Большого креста ордена Исландского сокола                                                    |        |
| Мексика                  | 1955            | Кавалер Большого креста ордена Ацтекского орла                                                       | Кавалер Большого креста ордена Ацтекского орла                                                       |        |
| Ватикан                  | декабрь 1955    | Рыцарь ордена Золотой шпоры                                                                          | Рыцарь ордена Золотой шпоры                                                                          |        |
| Австрия                  | 1956            | Кавалер Звезды Почёта «За заслуги перед Австрийской Республикой»                                     | Кавалер Звезды Почёта «За заслуги перед Австрийской Республикой»                                     |        |
| Бельгия                  | 1956            | Гранд-офицер ордена Леопольда I                                                                      | Гранд-офицер ордена Леопольда I                                                                      |        |
| Великобритания           | 1956            | Почётный Кавалер Большого креста ордена Святых Михаила и Георгия                                     | Почётный Кавалер Большого креста ордена Святых Михаила и Георгия                                     | GCMG   |
| Португалия               | 24 января 1956  | Кавалер Большого креста ордена Христа                                                                | Кавалер Большого креста ордена Христа                                                                | GCC    |
| Люксембург               | 1957            | Кавалер Большого креста ордена Дубовой короны                                                        | Кавалер Большого креста ордена Дубовой короны                                                        |        |
| Нидерланды               | 1960            | Кавалер Большого креста ордена Нидерландского льва                                                   | Кавалер Большого креста ордена Нидерландского льва                                                   |        |
| Япония                   | 1960            | Кавалер ордена Восходящего солнца 1 класса                                                           | Кавалер ордена Восходящего солнца 1 класса                                                           |        |
| Франция                  | январь 1962     | Кавалер Большого креста ордена Почётного легиона                                                     | Кавалер Большого креста ордена Почётного легиона                                                     |        |
| Ватикан                  | 1963            | Рыцарь Верховного ордена Христа                                                                      | Рыцарь Верховного ордена Христа                                                                      |        |
| Япония                   | 1963            | Кавалер ордена Цветов павловнии                                                                      | Кавалер ордена Цветов павловнии                                                                      |        |
| Португалия               | 15 октября 1963 | Кавалер Большого креста ордена Башни и меча                                                          | Кавалер Большого креста ордена Башни и меча                                                          | GCTE   |
| Ватикан                  | 1964            | Рыцарь Большого креста ордена Святого Гроба Господнего Иерусалимского                                | Рыцарь Большого креста ордена Святого Гроба Господнего Иерусалимского                                |        |
| Испания                  | 1967            | Кавалер Большого креста ордена Изабеллы Католической                                                 | Кавалер Большого креста ордена Изабеллы Католической                                                 |        |